# 博格尼
36°33′N 3°57′E / 36.550°N 3.950°E

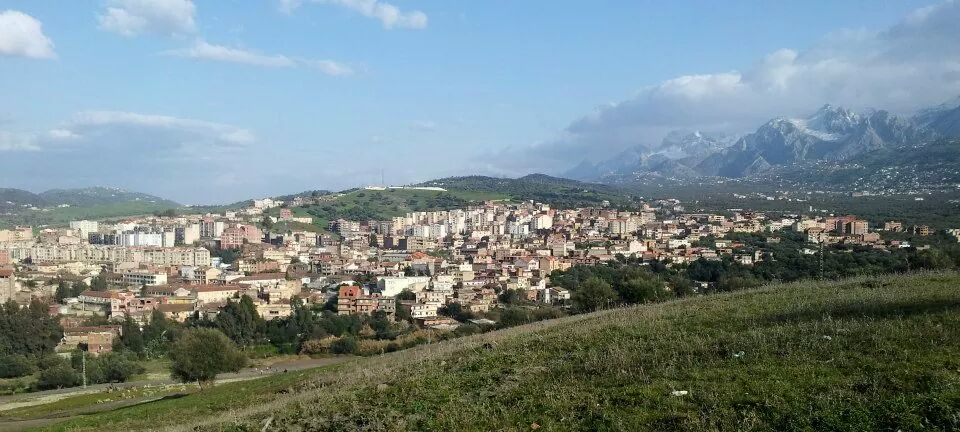
博格尼

博格尼（阿拉伯语：‎），是阿爾及利亞的城鎮，位於該國北部，由提濟烏祖省負責管轄，是博格尼區的首府，面積52平方公里，2008年人口61,263，人口密度每平方公里1,190人。